# 杉树乡 (镇雄县)
杉树乡，是中华人民共和国云南省昭通市镇雄县下辖的一个乡镇级行政单位。

## 行政区划
杉树乡下辖以下地区：
杉树村、细沙河村、凤栖村、大保村、海子村和瓦桥村。